# Grote lansneusvleermuis
De grote lansneusvleermuis (Phyllostomus hastatus)  is een zoogdier uit de familie van de bladneusvleermuizen van de Nieuwe Wereld (Phyllostomidae). De wetenschappelijke naam van de soort werd voor het eerst geldig gepubliceerd door Pallas in 1767.